# Lambari d’Oeste
Lambari d'Oeste – miasto i gmina w Brazylii, w stanie Mato Grosso.